# Noveleta
Noveleta est une municipalité du nord de la province de Cavite, aux Philippines.